# Maurizio Trombini
Maurizio Trombini (Santhià, 27 ottobre 1954) è un attore, doppiatore e annunciatore televisivo italiano, noto anche come voce fuori campo di diversi spot pubblicitari, ha vinto due premi MediaStar come migliore voce recitante. Speaker degli sketch della Televisione svizzera di lingua italiana interpretati dal trio comico Aldo, Giovanni e Giacomo, del programma di attualità Lucignolo di Italia 1 e voce di Anthony Bourdain per Discovery Travel & Living.

## Biografia
Tra i personaggi doppiati Sid in Tex Avery Show, Rhinox in Beast Wars, Mr. 1 in One Piece, Dennis Lone in Macross II, Martian Manhunter in Justice League Unlimited, Gerolamo in Remì le sue avventure, Hati in Il libro della giungla, il presidente della El Dorado William Toddsforth in Inazuma Eleven GO Chrono Stones, il Detective J'onn J'onzz in The Batman, Roland e Nezbith in Yu-Gi-Oh!, Elia in Lisa e Seya un solo cuore per lo stesso segreto, Giatrus in Giatrus,il primo uomo, Tora negli OAV di Ushio e Tora e il Tenente Guzza nel videogioco di Blade Runner.
Ha inoltre doppiato Patrick Stewart nell'edizione VHS dell'episodio pilota della serie Star Trek: Deep Space Nine, J.K. Simmons nel film Hidalgo - Oceano di fuoco, Don Marshall in La terra dei giganti e Woody Harrelson nella serie televisiva Cin cin.
Tuttavia il suo personaggio più famoso rimane la voce del programma di Italia 1 Lucignolo.
Ha lavorato in teatro allo Stabile di Torino con Carlo Campanini nel 1978, al Piccolo Teatro di Milano dal 1981 recitando ne  L'anima buona di Sezuan e La tempesta con la regia di Giorgio Strehler, Il precettore di Lenz regia di Enrico D'Amato, Intermezzo e "Grande e piccolo" con la regia di Carlo Battistoni. Sempre in teatro ha recitato al Pierlombardo con Franco Parenti e Lucilla Morlacchi in Labirinto, per la regia di Gianni Mantesi "La guerra di Troia non si farà" con Dario Fo e Franca Rame ne Il Papa e la strega. Con Vittorio Gassman ha partecipato a Fa male il teatro. Con Alessandra Casella e il trio Milonga ha portato in varie piazze italiane lo spettacolo Quel mistero che noi chiamiamo amore.
Ha partecipato a varie serie televisive: Viaggio a Goldonia con la regia di Ugo Gregoretti, Aeroporto internazionale sempre per la Rai con la regia di Paolo Poeti, Il Ricatto trasmesso da Canale 5 nel 1988, varie sitcom con Gino Bramieri, Sandra Mondaini, Raimondo Vianello, Gene Gnocchi, Gerry Scotti e altri ancora. Per la Rai ha preso parte a La bambina dalle mani sporche regia di Renzo Martinelli, con la regia di Gilberto Squizzato la serie Documenti verità. Ha partecipato alla soap opera Centovetrine. Per la RSI ha lavorato con Moni Ovadia in Storia di un ufficiale di carriera, con la regia di Vittorio Barino Segreto di famiglia, come protagonista in Linea di confine regia di Massimo Donati e Alessandro Maccagni. Sempre per Maccagni ha girato Tawanna Ray nel 2006. Nel 2007 con la regia di Andrea Canetta il film in due puntate Anime in corsa. Per Rai Uno, è stato protagonista in Don Orione regia di Schivazappa, con la regia di Carlo Battistoni in diretta Una bella domenica di settembre. Per le reti Fininveset ha inoltre interpretato un ruolo nel game show Il delitto è servito, diretto da Paolo Zenatello.
Per il cinema ha partecipato ai film Porzûs e Vajont con la regia di Renzo Martinelli,  Come si fa un Martini regia di KiKo Stella, Casomai regia di Alessandro D'Alatri, Bella da morire regia di Alex Poli, Tutti gli uomini del deficiente regia della Gialappa's Band. Direttore di doppiaggio per diversi Studi. Docente presso l'Università di Milano, scuola di giornalismo Walter Tobagi, con un Corso di "Comunicazione verbale e non". Docente presso il Centro Teatro Attivo di Milano con un Corso di speakeraggio
Premi: Mediastar, migliore voce recitante 1995, Mediastar, migliore Speaker 1998, Premio Speciale " Voci nell'ombra 2018"

## Filmografia

### Cinema
- Ultimo confine, regia di Ettore Pasculli (1994)
- Porzûs, regia di Renzo Martinelli (1997)
- Tutti gli uomini del deficiente, regia di Paolo Costella (1999)
- Come si fa un Martini, regia di Kiko Stella (2001)
- Vajont, regia di Renzo Martinelli (2001)

### Televisione
- Voce fuori campo degli sketch degli "Svizzeri" interpretati da Aldo, Giovanni e Giacomo
- Aeroporto internazionale (1985)
- Il ricatto 2 (1991)
- Il delitto è servito (1992-1993)
- Cascina Vianello (1996)
- Lucignolo (2002), voce fuori campo
- L'avvocato (2004)
- Casa Vianello – serie TV, episodio "Il dottor stranoamore" e "Due galli nel pollaio"
- Linea di confine (2005)
- La bambina dalle mani sporche (2006)
- Centovetrine (2007)
- Il guardiacaccia (2017)
- Sacrificio d'amore – serie TV (2018)
- Molla l'osso (2018) - voce fuori campo

## Doppiaggio

### Film
- Sherman Howard in Piccola peste s'innamora
- J.K. Simmons in Oceano di fuoco - Hidalgo
- Neal McDonough in Il nome del mio assassino
- Warren Berlinger in Dieci piccoli indiani
- Lester Speight in Harold & Kumar - Due amici in fuga
- Robert Peters in Welcome to the Jungle - Benvenuti nella giungla
- José Coronado in Contrattempo
- Melvin Shaw, Buddi Baker, Bob Gurr, Richard M. Sherman, Bob Broughton in Walt - I segreti del genio
- Ryan Cooper in Power Rangers - Una volta e per sempre

### Film d'animazione
- Zoran in Capitan Harlock - L'Arcadia della mia giovinezza
- Guren in Darkside Blues
- Voce narrante in Pokémon il film - Mewtwo contro Mew
- Inoichi Yamanaka in Naruto - La via dei ninja
- Sergei Ovchinnikov in Detective Conan - L'ultimo mago del secolo
- James Black in Lupin Terzo vs Detective Conan
- Re Cold in Dragon Ball Super - Broly
- Basil Hawkins in One Piece Stampede - Il film

### Serie televisive
- Steve Bisley in Polizia squadra soccorso
- Woody Harrelson in Cin Cin
- Don Marshall in La terra dei giganti
- Patrick Stewart in Star Trek: Deep Space Nine (edizione VHS)
- Joey Pal in Beetleborgs - Quando si scatena il vento dell'avventura
- Paulo Ramos in Ciranda de pedra
- Albert Schultz in L'altra Grace
- Jay Simon in Power Rangers Megaforce

### Serie animate
- Martian Manhunter in Justice League, Justice League Unlimited, The Batman
- Sid in Tex Avery Show
- Rhinox in Biocombat
- Gerolamo in Ascolta sempre il cuore Remì
- Giovanni in Pokémon: Serie Esplorazioni Super
- Elia in Lisa e Seya, un solo cuore per lo stesso segreto
- Hati in Il libro della giungla
- Mr. 1 (1ª voce), Scotch, Basil Hawkins (4ª voce) in One Piece
- Inoichi Yamanaka, Tobirama Senju (ep. 211) in Naruto: Shippuden
- Giatrus in Giatrus, il primo uomo
- Re Uther ne La spada di King Arthur (ridoppiaggio)
- Dennis Lone in Macross II
- Dimia in Un incantesimo dischiuso tra i petali del tempo per Rina
- Satoshi Katagiri in Due come noi
- Tora in Ushio e Tora (OAV)
- William Toddsforth in Inazuma Eleven GO Chrono Stones
- Shockwave in Transformers: Prime
- Megatron in Transformers: Cyberverse
- Dottor Artiglio in L'ispettore Gadget (serie 2015)
- Basil in Dragon Ball Super
- Muraki in Mob Psycho 100
- Gerry Strydum in Baki Hanma
- Mizrak in Castlevania: Nocturne

### Videogiochi
- Tenente Guzza in Blade Runner [1]
- Galletto e Commissario Spennacchioni in Fuzzy e Floppy - Il furto della rotonda [2]
- Sergente Goal in Evidence [3]
- Voce Narrante in Cocco Game [4]
- Lucius Fox in Batman: Arkham Knight,[5] Injustice 2 [6]